# 高知スーパーマーケット
株式会社高知スーパーマーケツト（こうちスーパーマーケット）は、高知県で営業展開していたスーパーマーケットである。通称は高知スーパー。
元ダイエーグループの企業で、高知市高須三丁目（2008年に同市追手筋一丁目）に本社を置いていたが、2006年（平成18年）8月16日に自主解散（事実上の自主廃業）し、10月15日に全店舗を閉鎖している。

## 概要
1958年（昭和33年）3月27日に高知市内の商店主50人の出資して資本金2000万円で設立し、6月1日に高知市帯屋町の旧高知大丸跡にスーパーマーケツトを開店した。サニーマートと共に高知県の主要スーパーとしての地位を築いてきた。高知県はスーパーマーケットのチェーン展開が四国の他県と比べ早い段階で進行した為、県内では他にサンプラザ、サンシャイン、ナンコクスーパー、ハイパープラザ（現在はナンコクスーパー傘下）といった会社ともしのぎを削ってきた。1969年（昭和44年）4月にダイエーと業務提携し、商品供給を多くをダイエーに委ねた。昭和末期までは県下の郡部である香北町や物部村などにも小規模の店舗を出店していた。これらの店舗は後にCGCグループとなる。
しかし昭和末期になって徐々に経営が悪化した為、1988年（昭和63年）に中内功率いる（当時）ダイエーに支援を求め、ダイエーグループとして再生を図ることになった。これは中内の先祖が高知県出身だったことも強く働いたとも言われている（この翌年に、福岡ダイエーホークス（現・福岡ソフトバンクホークス）が高知にキャンプを張ることになった）。
ダイエーグループになったことにより一時的に経営を持ち直したものの、1990年代後半から今まで進出してこなかったマルナカ（香川）やフジ（愛媛）あるいは大手のジャスコ（イオン）といった高知県外の四国地区・全国区の県外資本のスーパーが相次いで高知県に進出したことにより、今まで以上に競争が激化した。更に親会社ダイエーの急速な経営悪化も働き、再び苦しい経営状態に陥ることになった。
2003年（平成15年）の2月に2月末のフランチャイズ契約の満了と共にダイエーグループからの離脱を表明し、自力で経営改善を図ることになったが、経営は持ち直すどころか競争の激化により悪化の一途を辿った為、2006年（平成18年）8月16日に自主解散し、10月15日までに全店舗を閉店した。

## 沿革
- 1958年（昭和33年）
  - 3月27日[1] - 設立[3]。
  - 6月1日 - 高知市帯屋町の旧高知大丸跡にスーパーマーケツトを開店[4]。
- 1967年（昭和42年）7月22日 - 本店を高知市梅ノ辻168番地から同市高須1683番地に移転。
- 1969年（昭和44年）4月 - ダイエーと業務提携[1]。
- 1979年（昭和54年）
  - 11月 - 帯屋町店を増改築し、「ショッパーズプラザコウチ」として開店[5]。
  - 12月1日 - 資本金を4億2,822万円に増資。
- 1983年（昭和58年）11月28日 - 高知スーパー製パン株式会社を合併。
- 1984年（昭和59年）3月 - 「ショッパーズプラザコウチ」を分離[5]。
- 2006年（平成18年）
  - 8月16日 - 自主解散（事実上の自主廃業）。
  - 10月15日 - 全店舗を閉鎖[2]。
- 2008年（平成20年）
  - 4月4日 - 本店を売却により高知市追手筋一丁目6番9号に移転。
  - 8月11日 - 解散。
- 2009年（平成21年）2月10日 - 清算結了。会社は消滅。

## 店舗
高知県で自主解散を表明するまで7店舗で営業していた。かつて9店舗あったが、そのうち2店舗をサニーマートに譲渡した。最終期まで営業を続けた店舗は全て高知市内にあり、その内訳は以下の通り。

### 高知市
- 潮江店（高知市梅ノ辻7番21号[6]、1961年（昭和36年）6月開店[6] - ?）
店舗面積794m²[6]。閉店後、2018年7月18日にファミリーマート高知梅ノ辻店が開店[7]。
- あたご店（高知市愛宕町一丁目9番14号[8]、1971年（昭和46年）8月8日[8] - ?閉店）
店舗面積660m²[8]。現・ナイスパーキング愛宕町一丁目16。
- バルザ店（高知市帯屋町二丁目1番1号[9]、1970年（昭和45年）4月開店[6] - ダイエーグループ離脱後、2006年（平成18年）10月15日閉店[2]）
店舗面積約2,408m²[9]、延べ床面積約3,705m²[9]。直営店舗面積約2,378m²[9]。
食品店街として知られる大橋通商店街の北端に位置した。1987年に「大橋通店」から改称[要出典]。
閉店後、跡地に分譲マンション「ビ・ウェル帯屋町」が建設されて1階にサニーマートのスーパー「毎日屋」が2009年11月7日に開店[10]した。
- 帯屋町店 → ショッパーズプラザコウチ（高知市帯屋町二丁目2番5号[9]、1979年（昭和54年）11月開店[5] - 2005年（平成17年）11月30日開店[11][12]）
- 菜園場店[3] → さえんば店[6]（高知市菜園場町8番12号[3]、1968年（昭和43年）7月開店[13] - 1973年（昭和48年）6月提携[14] - ダイエーグループ離脱後、2006年（平成18年）9月末閉店[2]）
菜園場商店街、高知プリンスホテル別館に近接。現在は取り壊されて、駐車場となっている｡[要出典]
- みその店（高知市一ツ橋町一丁目206番地[6][8]、1971年（昭和46年）10月31日開店[8] - ダイエーグループ離脱後、2006年（平成18年）9月末閉店[2]）
店舗面積748m²[6]。
- 江の口店（1971年（昭和46年）10月開店[13] - ダイエーグループ離脱後、2006年（平成18年）10月15日閉店[2]）
JR四国・高知駅西方約800mの愛宕商店街にあった。「江の口」は愛宕地区南部一帯の古い呼び名[要出典]。
- 宝永店（高知市宝永町5番5号[3]、1966年（昭和41年）7月開店[6] - ダイエーグループ離脱後、2006年（平成18年）10月15日閉店[2]）
店舗面積619m²[6]。2023年2月にベネフィット・ワン高知ベースとなる。
土佐電気鉄道後免線・宝永町電停近く。高知県内のスーパーでは稀少な24時間営業店であった[要出典]。
- さんばし店（高知市桟橋通三丁目26番3号[3]、1968年（昭和43年）11月開店[6] - ダイエーグループ離脱後、2005年（平成17年）2月閉店。サニーマートグループに売却後、毎日屋として営業）
店舗面積935m²[6]。
- 万々店（高知市中万々809番地[3]、1975年（昭和50年）12月開店[13] - ダイエーグループ離脱後、2005年（平成17年）2月閉店。サニーマートグループに売却後、TSUTAYA万々店として営業）
店舗面積2,695m²[13]。
- 瀬戸店[3] → メイプル瀬戸店[9]（高知市瀬戸東町二丁目7番地[3][9]、1975年（昭和50年）11月開店[6][9] - 2005年（平成17年）1月） SC名称：瀬戸ショッピングセンター
店舗面積約2,551m²[9]、延べ床面積約4,062m²[9]。直営店舗面積約2,091m²[9]。
高知県住宅供給公社の瀬戸ショッピングセンターの核店舗[9]。
- 横浜ニュータウン店（1988年（昭和63年）12月開店[6] - ダイエーグループ離脱後、2006年（平成18年）10月15日閉店[2]）
店舗面積1,274m²[6]。
横浜ニュータウンの商業中心をなした[要出典]。
閉店後、地元スーパーエースワンが引き継ぎ[2]、「エーマックス横浜店」として12月16日に開業。
- 一宮店（高知市一宮1253番地[6]、1984年（昭和59年）4月開店[6] - ?）
店舗面積1,420m²[6]。
- 高知スーパー和泉店（高知市和泉町[6]、1984年（昭和59年）12月開店[6] - 2000年（平成12年）3月31日）
店舗面積477m²[6]。
- 前里店（高知市前里324[15]、1997年（平成9年）6月開店[15] - ダイエーグループ離脱後、2006年（平成18年）10月15日閉店[2]）
市北部の基幹店として位置づけられた[要出典]。
2002年（平成14年）8月1日から午前2時閉店に変更[16]。
道路を挟んだ隣りに[17]2000年（平成12年）12月23日にイオン高知ショッピングセンターが開店[17]。
閉店後、地元スーパーサンシャインチェーンが2006年（平成18年）12月に「サンシャインベルティス」を開店[17]。
- 新本町店（高知市新本町二丁目2番21号[3]、開店 - ?）
- あさくら店（高知市朝倉乙299番地1[3]、開店 - ?）

### 高知市以外
- メイプル土佐店（土佐市高岡町乙22番地25[6]、1973年（昭和48年）11月開店[6] - ?）
店舗面積836m²[6]。
- 土佐店（土佐市蓮池[1]1119[9]、1996年（平成8年）12月開店[1] - 2000年（平成12年）6月30日[18]）
店舗面積3,000m²[1]。
店舗跡はマルナカが買収して出店[18]。
- メイプル中村店（中村市右山五月町[6]、1978年（昭和53年）10月開店[6] - 1999年（平成11年）7月25日）
店舗面積482m²[6]。
- メイプル室戸店（室戸市室津[6]、1979年（昭和54年）11月開店[6] - 1999年（平成11年）9月12日）
店舗面積475m²[6]。

## 備考

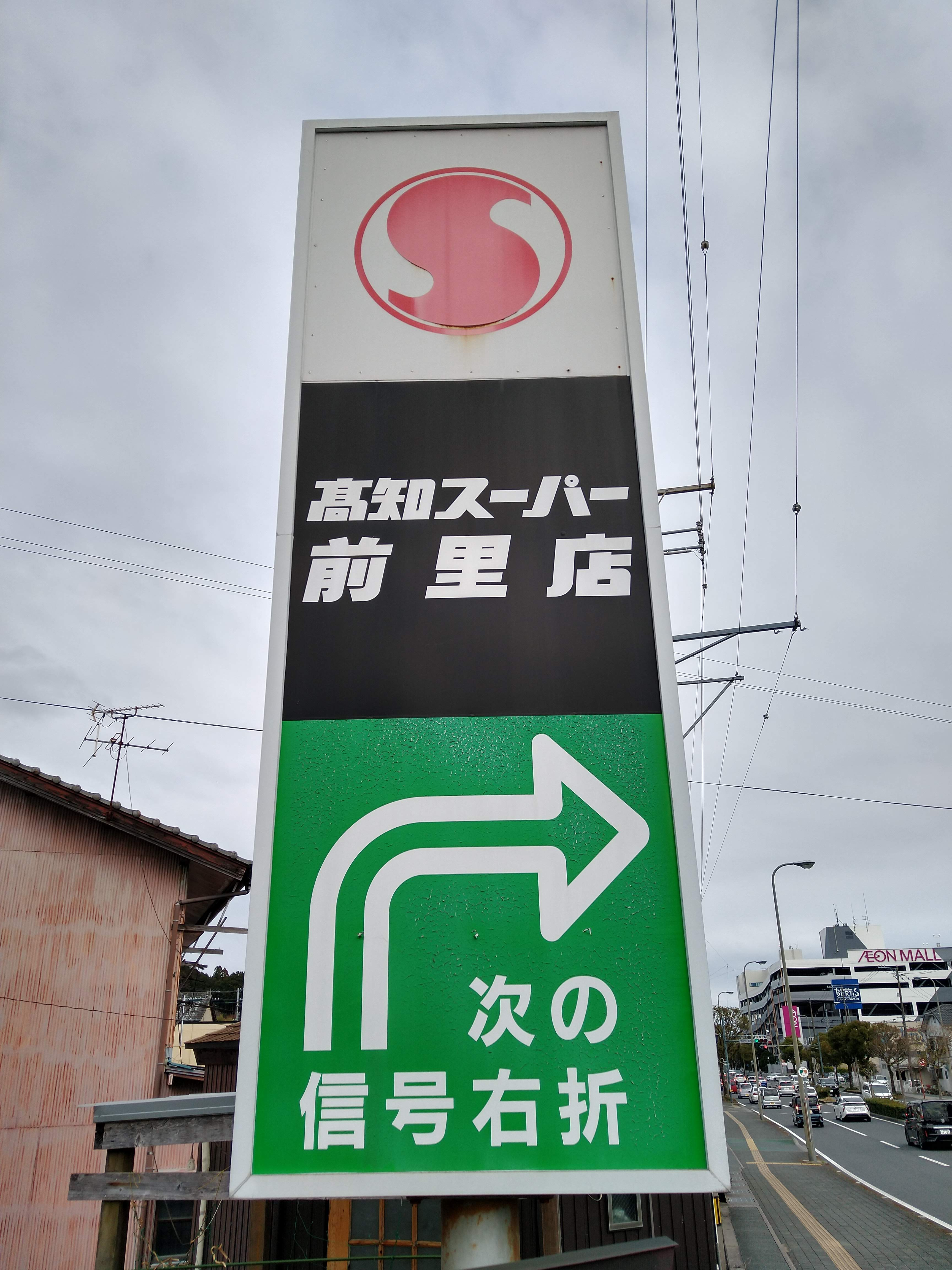
2021年2月28日時点でも現存する、高知スーパーマーケット前里店の案内看板

- ダイエーグループだった時代は、ダイエー直営店と同じ日に特価セールの「一の市」を開催した。2003年3月にダイエーグループからは離脱したものの、商品の供給などは閉店まで継続した。またオーエムシーカード（OMCカード）も閉店まで署名なしで使用できた。さらにある一定の規模の店舗にはショッパーズプラザコウチ（高知）共々コニカカラーのプリントサービスの営業もしており店内で現像・プリントしていた[要出典]。
- 高知スーパーのロゴタイプは、「高」の字が髙島屋などと同じ「はしごだか」になっていたのが特徴である。